# WAP (canção)
"WAP" (acrónimo para Wet-Ass-Pussy) é uma canção da rapper americana Cardi B com participação da rapper compatriota Megan Thee Stallion. Foi lançada em 7 de agosto de 2020 através da Atlantic Records como primeiro single de seu futuro segundo álbum de estúdio, Am I the Drama? (2025). Foi escrita por Cardi B, Frank Rodriguez, Ayo the Producer, Megan Thee Stallion, Pardison Fontaine, KEYZBABY e Matt Allen. Musicalmente, é uma música de hip hop com baixo pesado, batidas de bateria e um sample de "Whores in This House" (1993), de Frank Ski. Com letras sexualmente explícitas que a fizeram ganhar popularidade, a música alcançou o topo da Billboard Hot 100.
Após arquivar uma demo da música em 2019, Cardi B revisitou-a durante a quarentena da pandemia de COVID-19, gravando versos adicionais e decidindo transformá-la em uma colaboração com Stallion. Na letra, Cardi B e Megan discutem como desejam ser agradadas pelos homens, fazendo referência específica a inúmeras práticas sexuais. Após o lançamento, "WAP" recebeu ampla aclamação da crítica musical, que elogiou sua mensagem de positividade sexual e o empoderamento feminino, com a Rolling Stone, a NPR e várias outras publicações classificando-a como a melhor música de 2020.
Tornou-se a primeira colaboração feminina de rap a estrear no topo da Billboard Hot 100 e conquistou a maior semana de estreia de streaming para uma canção na história dos Estados Unidos. Rendeu a Cardi B sua quarta canção número um e a Megan seu segundo número um nos Estados Unidos. O single passou quatro semanas na liderança do gráfico, bem como passou múltiplas semanas no topo das tabelas de múltiplos países. "WAP" foi a primeira canção a liderar o gráfico Billboard Global 200 após sua inauguração, permanecendo no topo por três semanas. Em setembro de 2023, a canção já havia recebido o certificado de 8× platina pela Recording Industry Association of America (RIAA).
Um videoclipe dirigido por Colin Tilley acompanhou o lançamento do single. Ele conta com participações especiais de várias mulheres, incluindo a estrela de televisão Kylie Jenner, as cantoras Normani e Rosalía, e as rappers Latto, Sukihana e Rubi Rose. "WAP" quebrou o recorde de maior estreia por uma colaboração feminina de rap no YouTube. Cardi B e Stallion apresentaram a canção no Grammy Awards de 2021, o que levou a mais de 1.000 reclamações de espectadores enviadas à Comissão Federal de Comunicações (FCC). Políticos e comentaristas conservadores se opuseram à canção por sua letra sexualmente explícita, e o discurso que se seguiu impulsionou o impacto da música.

## Antecedentes e lançamento
Em outubro de 2019, Cardi B anunciou o título de seu segundo álbum de estúdio, com a intenção de chamá-lo de Tiger Woods. No entanto, mais tarde ela revogou o título, dizendo que estava brincando. Em 8 de abril de 2020, ela revelou que o álbum seria lançado em 2020. Durante uma transmissão ao vivo no Instagram em 23 de maio, ela confirmou que um novo single estava chegando "muito, muito em breve". Tendo sido abordada sobre novas músicas novamente em junho de 2020, Cardi B respondeu que a música estava chegando. A rapper acabou especulando um anúncio em agosto. Em 3 de agosto de 2020, Cardi B revelou que a canção é uma colaboração com Megan Thee Stallion e postou simultaneamente a capa da canção nas redes sociais. Poucos dias depois, em 6 de agosto de 2020, Cardi B anunciou via Instagram que o videoclipe da música seria lançado ao lado da própria canção em 7 de agosto, mas que o vídeo contaria com a versão censurada da faixa.

## Videoclipe
O videoclipe da canção, dirigido por Colin Tilley, foi lançado simultaneamente com o single, apresentando a versão clean e explícita da canção. O vídeo mostra Cardi e Megan andando por uma mansão colorida, e se passa em diferentes quartos por toda a mansão, incluindo um quarto com tema de leopardo, um banheiro com tema de tigre branco, uma sala cheia de cobras, uma sala verde e roxa e uma piscina coberta. O vídeo também conta com participações especiais de Kylie Jenner, Normani, Rosalía, Mulatto, Rubi Rose e Sukihana.

## Vendas e certificações
| Região                                                        | Certificação | Vendas     |
| ------------------------------------------------------------- | ------------ | ---------- |
| Brasil (Pro-Música Brasil)                                    | Diamante     | 160,000‡   |
| Canadá (Music Canada)                                         | Platina      | 80.000‡    |
| Estados Unidos (RIAA)                                         | Platina      | 1.000.000‡ |
| Nova Zelândia (RMNZ)                                          | Ouro         | 15.000‡    |
| Reino Unido (BPI)                                             | Prata        | 200.000‡   |
| ‡vendas+valores de streaming baseados somente na certificação |              |            |